# Écriture Beauchamp-Feuillet
L'écriture Beauchamp-Feuillet est un système de notation du mouvement adapté à la danse, principalement développé par Pierre Beauchamp et Raoul Feuillet, dans le cadre des danses de la musique baroque, à la fin du XVIIe siècle et utilisé à partir du XVIIIe siècle.
Il a été élaboré par des maîtres à danser sous le règne de Louis XIV, afin de diffuser ces danses dans les cours d’Europe .
On retrouve dans ce système de notation, des formes et symétries proches des jardins à la française de cette époque.